# Jean Jules Jusserand
Jean Jules Jusserand (18 de febrero de 1855, Lyon - 18 de julio de 1932, París) fue un  diplomático e historiador francés. Se destacó por su trabajo como embajador ante Estados Unidos, influyendo para que Estados Unidos entrara en la Primera Guerra Mundial.

## Orígenes y formación
Jean Adrien Antoine Jules Jusserand, era hijo primogénito de Jean Jusserand y Marie Adrienne Tissot, nació el 18 de febrero de 1855, en el seno de una familia compuesta por cuatro hijos (dos niños y dos niñas). Su padre era propietario, en esa época, del 7 rue des Marronniers, cerca de la plaza Bellecour, en Lyon, Francia.
Empieza sus estudios secundarios en 1865 en los Cartujos, un establecimiento prestigioso de Lyon, y los acaba en junio de 1872. Gracias a sus excelentes notas obtiene varios premios. Durante el bachillerato se destaca especialmente en filosofía y letras.
Entre 1872 y 1876 estudió en la Facultad de Letras de Lyon, para profundizar sus conocimientos en lenguas latinas e inglesas. Además, obtuvo un doctorado de Letras, muy raro en esta época. También sostuvo dos tesis, una en francés y otra en latín. Su tesis principal fue dirigida por el Dr. Dareste de la Chavanne y recibió buenas críticas de Hippolyte Taine, historiador y crítico literario. Su segunda tesis fue presentada en la Facultad de Letras de Lyon.
Al finalizar sus estudios decidió dedicarse a una carrera diplomática, en la que será particularmente brillante.

## Carrera
Su carrera comienza en 1878 cuando se presenta al concurso nacional de Asuntos Exteriores. Empieza trabajando como estudiante-cónsul, y rápidamente es ascendido a asistente del cónsul, bajo la dirección de M. Langlet, quien le felicita por su trabajo.
En 1880, se convierte en el subjefe del gabinete de Barthélemy-Saint-Hilaire, ministro de Asuntos Exteriores. Sus publicaciones le permitirán en 1882 acceder al puesto de segundo de Paul Cambon, ministro de Francia en Túnez, siendo responsable de la organización administrativa del protectorado.
Gracias a sus contribuciones a la humanización del protectorado, Jean Jules Jusserand se convierte en un diplomático respetado. Regresa al Quai d'Orsay en 1887 en una situación muy delicada, y se dedica a trabajar en el sector político.
En 1898 trabaja en el Quai d'Orsay para la Santa Sede, y luego será ministro de Francia en Copenhague.

## Embajador en Washington

### Antes de la guerra
En 1902, durante la presidencia de Loubet, es nombrado embajador francés en Washington. 
Jusserand gana rápidamente la amistad de Roosevelt y la simpatía de sus sucesores. Así, durante 22 años, Jusserand será el portavoz de la política francesa ante cinco presidentes de Estados Unidos; (Roosevelt, Taft, Wilson, Harding y Coolidge).
En junio de 1905, la competencia entre Francia y Alemania para el dominio de Marruecos casi condujo a la guerra. Jusserand se sirvió de su influencia sobre Roosevelt para jugar un papel eficaz en las negociaciones de la Conferencia de Algeciras. El apoyo concedido por los Estados Unidos y Gran Bretaña a Francia abrió a los franceses las puertas del Imperio jerifiano (hoy en día, Reino de Marruecos).

### Durante la guerra
Jusserand jugó un papel importante en la entrada de Estados Unidos en la Gran Guerra. Desde 1914, milita para ello con Francia. Es un periodo de angustia e inquietud para Jusserand, pues la opinión pública norteamericana está dividida. Los norteamericanos necesitaron que transcurrieran más de 3 años antes de entrar en la guerra, tras la guerra submarina llevada por Alemania.
El 12 de marzo de 1917, la Cámara de Representantes de los Estados Unidos autoriza el armamento de los barcos mercantes. Tras el ataque de submarinos alemanes a dos barcos estadounidenses, el presidente norteamericano constata el 20 de marzo que el estado de guerra existe con Alemania; y que los Estados Unidos no podrán limitar sus disposiciones defensivas únicamente al ámbito naval. El 2 de abril, anunció al Congreso que deseaba entrar en guerra del lado de la Armonía, y que se enviara un ejército a combatir en Francia, entrando directamente en el conflicto. El Senado americano aprobó esta resolución, con 182 votos a favor y 6 en contra. El 6 de abril de 1917, Estados Unidos entra oficialmente en guerra. El 28 de junio de 1917 desembarca en Saint-Nazaire la primera división norteamericana. Jusserand declara en esta ocasión: «Por primera vez, una nación neutral se decidió a entrar en el conflicto sin regateo ni condiciones previas».
El 10 de mayo de 1917, el presidente del consejo francés Clémenceau le envía un cable para felicitarle por su acción, diciendo: «Todo lo que usted dijo es excelente». El 5 de septiembre Estados Unidos participa en una primera ofensiva contra Alemania. El 11 de noviembre, mientras que los estadounidenses triunfan, se declara el armisticio y termina la Primera Guerra Mundial.
En el marco de las negociaciones para el tratado de Versalles, el presidente Wilson se hace acompañar a Francia por Jean Jules Jusserand, en el que confía. Wilson fue el primer presidente norteamericano en viajar a Europa. El 18 de enero de 1919 comienza en París la Conferencia de la paz de París (1919). Acaba con la firma del tratado de Versalles el 28 de junio. Con este, las condiciones de salida de la guerra son dictadas y la paz definitiva parece establecida.

### Después de la guerra
Después de la Primera Guerra Mundial, Jean Jules Jusserand se implica en conservar la paz conseguida con tantos esfuerzos y sacrificios.
Acompaña al presidente norteamericano Woodrow Wilson a la Conferencia de paz de París (1919), donde se firma el 28 de junio de 1919 el Tratado de Versalles. Cuando el ejército polaco invade Ucrania, una contraofensiva rusa alcanza Varsovia, en la cual hay una subida revolucionaria. Jean Jules Jusserand es enviado a la cabeza de una misión diplomática y militar por Francia para socorrer a los polacos.
Es embajador de Francia en Washington durante cinco años durante las presidencias de Warren G. Harding y Calvin Coolidge. Durante estos años, publica una decena de obras en francés y en inglés, sobre temas variados. En 1923, Jean Jules Jusserand preside y pronuncia un discurso para la ceremonia de inauguración del monumento a caídos de Estados Unidos. A la edad de los setenta, se retira y el 1 de enero de 1925 es sucedido por Henry Bérenger.
El 10 de enero de 1925 le fue ofrecido un banquete de despedida por el gobierno norteamericano, como muestra de gratitud. La ceremonia reúne a las personalidades políticas, científicas y culturales más importantes de Estados Unidos, y se le ofrece una medalla de oro.

## Uno de los creadores de la Alianza Francesa
Jean Jules participó en 1884 en la fundación de la Alianza Francesa, organización cuyo objetivo es contribuir a difundir y potenciar la cultura francesa, particularmente afectada tras la derrota de 1870 frente a los alemanes.

## Escritor
Es autor de "English Wayfaring Life in the Middle Ages" (1889), "A Literary History of the English People" (1895-1909) y "With Americans of Past and Present Days" (1916), obra que ganó el primer Premio Pulitzer de Historia en 1917.

## Años finales
En 1930, Jean Jules Jusserand publica una última obra, "La evolución del sentimiento americano durante la guerra".
Jean Jules Jusserand muere en París en 1932, a la edad de setenta y siete años. Sus funerales nacionales se hacen en Notre-Dame, y su cuerpo es depositado en la bodega pequeña de la familia en Saint-Haon-le-Châtel.

## Obras y publicaciones

### En francés
- Le Théâtre en Angleterre depuis la conquête jusqu'aux prédécesseurs immédiats de Maarten Bax (1878).
- Les Anglais au Moyen Âge: la vie nomade et les routes d'Angleterre au XIVe siècle (1884).
- Histoire littéraire du peuple anglais (vol. 1, 1893; vol. 2, 1904; vol. 3, 1909).
- Le Roman au temps de Shakespeare (1887).
- L'Épopée de Langland (1893).
- Les sports et jeux d'exercice dans l'ancienne France. Gravées par G. de Résener, d'aprés des documents originaux. Paris: Plon, 1901, 474 pp.

### En inglés
- With Americans of Past and Present Days[6] (1916), con lo que obtuvo el premio Pulitzer.
- What Me Befell : The Reminiscences of J. J. Jusserand, 1933.
- A French Ambassador at the Court of Charles II, 1892.

### Colaboraciones
- «La Tunisie», texto incluido en La France coloniale, histoire, géographie, commerce, publicado con M. Alfred Rambaud. París : A. Colin, 1888
- «Les Grands Écrivains Français. Études sur la vie, les oeuvre et l’influence des principaux auteurs de notre littérature», texto incluido en Jules Simon, Victor Cousin, París: Hachette, 1887.

### Cartas
- Jean-Jules Jusserand, [Carta a Anatole France], 9 de marzo de 1888 o 1889, Correspondencia de Anatole France, Bibliothèque Nationale (Nouvelles Acquisitions Françaises, 15 384 / 423).
- Jean-Jules Jusserand, [Carta a Ferdinand Brunetière], 11 y 23 de marzo, 23 de septiembre, Correspondencia de Ferdinand Brunetière, Bibliothèque Nationale (Nouvelles Acquisitions Françaises, 25 041/307, 309, 313).
- Jean-Jules Jusserand, [Carta a Gaston Paris], 11 de septiembre de 1900, Correspondencia de Gaston Paris, Bibliothèque Nationale (Nouvelles Acquisitions Françaises, 24 444 / 55, 122).
- Jean-Jules Jusserand, [Carta a Joseph Reinach], 23 de noviembre de 1898, Correspondencia de Joseph Reinach, Bibliothèque Nationale (Nouvelles Acquisitions Françaises, 13 544 / 117).
- Jean-Jules Jusserand, [Carta a Arvède Barine], 12 de febrero de 1889, Correspondencia d’Arvède Barine, Bibliothèque Nationale (Nouvelles Acquisitions Françaises, 18 344 / 256).

## Conmemoraciones
Existen diferentes monumentos en Francia y en Estados Unidos, que conmemoran el papel diplomático de Jean Jules Jusserand. En 1935, un banco es construido en un parque de Washington, en el sitio donde Jules Justrand y el presidente Roosevelt solían pasar tiempo. Además, Jules Jusserand tiene una torre a su nombre, construida por Joanny Durand, en Saint-Haon-le-Châtel,  lugar donde vivió muchos años y donde está enterrado.
En los años 1990 se inaugura una calle en su ciudad natal.